# Thở hổn hển bất thường
Thở hổn hển bất thường, thở thoi thóp (tiếng Anh: Agonal respiration) là một dạng hô hấp bất thường của phản xạ thân não, với dấu hiệu lâm sàng bao gồm: thở hổn hển, thở mệt nhọc, kèm theo biến đổi giọng nói và động kinh rung giật cơ.:164, 166 Nguyên nhân có thể là thiếu máu não, giảm oxy huyết cực độ (oxy không đủ để cung cấp cho mô) hoặc thậm chí giảm oxy huyết hoàn toàn. Thở hổn hển bất thường là một dấu hiệu lâm sàng cực kỳ nghiêm trọng, và cần được chăm sóc y tế ngay lập tức, vì tình trạng này phần lớn tiến triển thành ngưng thở và bệnh nhân tử vong. Thời gian thở hổn hển có thể rất ngắn (chỉ cần hai hơi thở và bệnh nhân tử vong) hoặc kéo dài đến vài giờ.
Thuật ngữ này đôi khi được sử dụng chung (không chính xác) cho các kiểu thở khó nhọc, kèm theo suy cơ quan (ví dụ như suy gan và suy thận), hội chứng đáp ứng viêm hệ thống (SIRS), sốc nhiễm trùng huyết và nhiễm toan chuyển hóa (kiểu thở Kussmaul, kiểu thở Biot và hơi thở thất điều). Thuật ngữ chỉ sử dụng đúng khi nói đến hơi thở cuối cùng của bệnh nhân trước khi chết.
Thở hổn hển bất thường cũng thường thấy trong các trường hợp sốc tim hoặc ngừng tim, khi đó bệnh nhân vẫn thở thoi thóp trong vài phút sau khi ngừng tim. Sự hiện diện của thở thoi thóp trong những trường hợp ngừng tim này khiến tiên lượng có vẻ tốt hơn (về thời gian sống) so với trường hợp ngừng tim không có thở thoi thóp. Trong một bệnh nhân không đáp ứng, không thấy nhịp (trong ngừng tim), thở hổn hển bất thường không phải là thở hiệu quả. Thở hổn hển bất thường xảy ra ở khoảng 40% trường hợp ngừng tim gặp phải khi ngoài môi trường bệnh viện.